# Michael Treanor
Michael Treanor (Los Ángeles, California, 17 de abril de 1979) es un actor estadounidense quién protagonizó a Samuel "Rocky" Douglas en las películas 3 ninjas y 3 Ninjas contraatacan.

## Biografía
Treanor nació en Los Ángeles (California) como el hijo menor de Richard y Peggy Treanor, él tiene una hermana Erin y dos hermanos, Adán y Brian. Treanor fue descubierto por agentes de casting para la película 3 ninjas en su clase de artes marciales. Después de que sus amigos y familiares lo alentaran, hizo una audición y obtuvo con éxito el papel del hermano mayor, Rocky. 
Michael ha tenido una pasión por las artes marciales desde que era un niño y fue entrenado tanto en tae kwon do y karate. A la edad de doce años, logró un cinturón negro. A la edad de trece años logró el grado de cinturón negro de segundo y fue en esta época que se señaló a la atención del director de casting para la primera película de 3 ninjas. A la edad de dieciséis años Michael había avanzado hasta un tercer grado de cinturón negro.
Treanor apareció en las dos primeras entregas de la serie de 3 Ninjas, aunque finalmente la segunda película filmada en 1994 se estrenó en 1995 después de la tercera (3 Ninjas Kick Back).
Treanor no ha aparecido en ninguna película desde 3 Ninjas Knuckle Up , y desde que dejó la profesión de actor ha trabajado en la industria de servicios financieros para una empresa en el área de Washington D. C.
Treanor es cinturón negro y continúa practicando ates marciales como un adulto. Estaba programado para retratar a Rocky en la película de 2011 cancelada, ROCKY.

## Filmografía
- 3 ninjas (1992) como Samuel "Rocky" Douglas Jr.
- Best of the Best 2 (1993) - estudiante de Karate (sin acreditar)
- 3 Ninjas contraatacan (1993) es Samuel "Rocky" Douglas Jr.